# Arnoult de Lisle
Pour les articles homonymes, voir Arnoult et Lisle.
Arnoult de Lisle (ou parfois Arnould de l'Isle, Arnulphus de Lislo ou Insulanus en latin) est un médecin, diplomate et orientaliste français, né à Paris en 1556, mort également à Paris le 25 novembre 1613.

## Biographie
D'une famille d'origine allemande (du duché de Clèves) selon Guillaume Du Val (historien-biographe du Collège royal), il se destina à la médecine et fut reçu « maître ès arts » en 1580, bachelier le 20 mars 1584, licencié le 19 mai 1586 et docteur en décembre suivant. La même année, il épousa Damoiselle Catherine Duret, fille de Louis Duret, premier médecin des rois Charles IX et Henri III.
À cette époque le prestige de la médecine d'Avicenne, quoiqu'en déclin, restait très grand, et l'étude de la langue arabe était liée à celle de la médecine. En 1587, Arnoult de Lisle fut nommé « lecteur et professeur de langue arabique » au Collège royal. Mais à la même époque Guillaume Bérard, médecin et consul de France à Marrakech, auprès du sultan Ahmed al-Mansour, manifesta le désir de rentrer au pays après une mission de plusieurs années, et le souverain marocain demanda qu'il fût remplacé. Arnoult de Lisle sauta sur l'occasion et se fit nommer à ce poste (« proto medico » du sultan en lingua franca). Ayant quitté Paris avant le 17 novembre 1587 (comme l'atteste un registre de la Faculté de médecine), il arriva au Maroc au début de 1588 accompagné de l'apothicaire Pierre Treillaut. Il y resta onze ans (1588-1599), agissant comme consul sans en avoir vraiment le titre. En novembre 1596, il envoya deux étalons arabes, confiés à l'apothicaire Treillaut, en présent au nouveau roi Henri IV.
En 1595, les professeurs et étudiants du Collège royal réclamèrent le retour d'Arnoult de Lisle, qui n'avait encore donné aucun cours d'arabe. Un remplaçant auprès du sultan fut trouvé en 1598 en la personne d'Étienne Hubert, recommandé par Jean Duret, beau-frère d'Arnoult. Celui-ci rentra en France en 1599, mais il semble qu'il n'ait jamais donné aucun enseignement au Collège royal (Étienne Hubert y fut nommé en 1600).
Arnoult ambitionnait désormais de se faire nommer officiellement ambassadeur au Maroc. Il y fut renvoyé par Henri IV en septembre 1605, mais sans le titre, pour y contrecarrer les entreprises de l'Espagne. Il débarqua à Safi le 20 janvier 1606 et resta au Maroc jusqu'à son retour à Paris en juin-juillet 1607 (il y rencontra Pierre de L'Estoile, qui était son voisin, le 16 août). Il refit juste après un troisième séjour au Maroc (il était à Marrakech le 8 décembre, jour de la bataille de Ras el-Aïn par laquelle Mohamed ech Cheikh II el Mamoun conquit la capitale sur son frère Zaidan el-Nasir), mais s'était rembarqué pour l'Espagne quand la capitale du sud marocain changea à nouveau de main le 25 janvier 1608. Le 16 avril suivant, il adressa une lettre à Henri IV depuis Madrid.
On sait peu de choses des dernières années de sa vie. Le journal de Pierre de L'Estoile signale que le 28 décembre 1610 il vint en voisin soigner le fils du diariste.